# Ичиргу боил
Ичиргу боил или чергубыль (греч. ητζιργου βοιλα, ст.‑слав. чрьгѹбꙑлꙗ, чрьгобыль) — должность высокопоставленного чиновника в Первом Болгарском царстве. Он был командиром гарнизона столицы и третьим человеком в государстве после правителя и кавхана. В мирное время ичиргу боил имел дипломатические функции. По некоторым данным, лично командовал отрядом из 400 тяжёлых кавалеристов.

## Происхождение
Согласно Веселину Бешевлиеву, слово «ичиргу» тюрко-алтайского происхождения и означает «внутренний», по другим сведениям происходит от кавказского слова «ichirho», что означает «лучник».
Из одной похоронной надписи, найденной при раскопках в Преславе, известен ичиргу боил («чергубыль») Мостич, который служил при императорах Симеоне I (893—927) и Петре I (927—969). Неизвестный ичиргу-боил упоминается в надписи Филиппи, датированной царствованием Пресиана.